# Barranco de los Molinos de Ares del Maestre
El Barranco de los Molinos de Ares del Maestre, es un espacio etnológico catalogado como Bien de Interés Cultural, según consta en la Dirección General de Patrimonio Artístico de la Generalidad Valenciana, contando con número de anotación ministerial R-I-54-0000239, y fecha de anotación 15 de mayo de 2009. Dentro del ámbito de protección están todos los inmuebles históricos que forman parte de  este sistema hidráulico, lo que supone, además de los molinos, la Fuente “dels Regatxols” y el lavadero adjunto. Se encuentra ubicado en el municipio de Ares del Maestre, en la comarca del Alto Maestrazgo, en la provincia de Castellón.

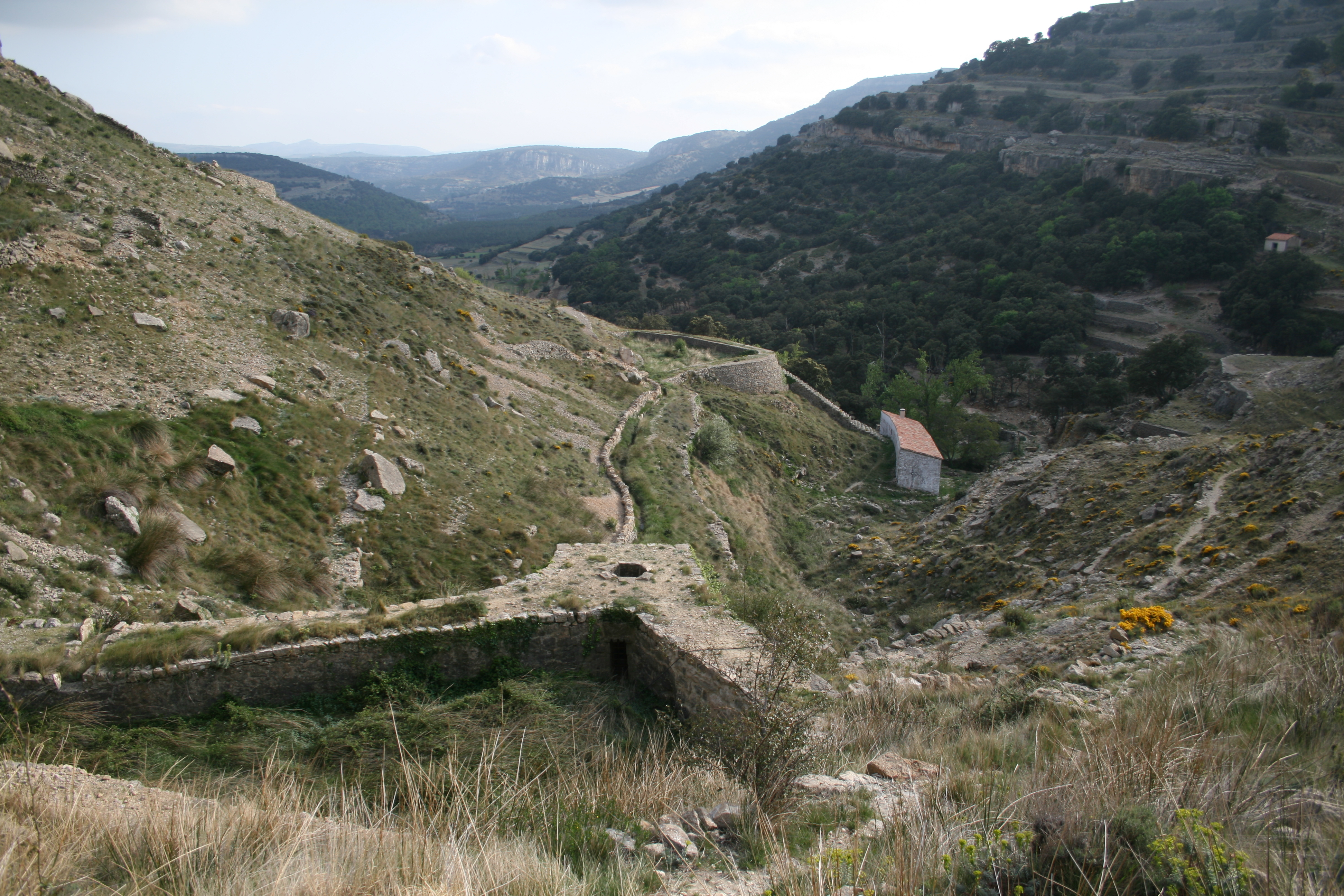
Bassa del Molinet

## Descripción historicoartística
Este espacio etnológico debe su nombre a los cinco molinos harineros movidos por energía hidráulica que allí se ubicaban. Estos molinos fueron construidos en la segunda mitad del siglo XVIII y son  los llamados: Molino de la Roca, Molinet, Molino de Dalt, Molino de la Balsa Redonda y Molino del Sol de la Costa.
Se trata de  molinos del tipo de rueda horizontal y forman cada uno de ellos una unidad hidráulica con sus elementos típicos: una balsa de retención del agua (bassa), una torre o rampa, según cada caso, de caída de agua (cup) y la acequia de canalización de agua que los conecta (séquies). El agua se abastecía desde el punto más alto, el llamado Ojo de la Roca y a través de la red lineal se conducía el agua hasta la salida de las aguas del molino más bajo, el llamado del Sol de la Costa.  Los molinos no consumían agua, sino que utilizaban la fuerza de su caída para transformarla en energía mecánica, vertiéndola luego a su cauce natural. El agua se aprovecha luego con el mismo caudal hasta cinco veces.
Estos molinos fueron construidos a petición de los propietarios rentistas de las fincas agrícolas donde se situaban; para conseguir un conjunto que moliese la cantidad de trigo suficiente para hacer frente a la demanda de harina de la población creciente de una gran parte del término de Ares y de otros territorios vecinos como las masías del altiplano sur de Morella. Se puede contar con documentación de tres de ellos, la cual permite  saber el año de construcción de los mismos, así el Molino de la Roca se data en 1774, el Molino de la Balsa Redonda en 1760 y el Molino del Sol de la Costa en 1798.
Los molinos se construyeron aprovechando las condiciones naturales del terreno, el cual presenta un relieve muy escarpado con poco y puntual caudal de agua. Por ello era importante conseguir con el caudal disponible, la energía necesaria para mover la maquinaria, llegando a realizarse el cup, para lo cual se excavó parcialmente en roca, de 25 m de altura del primer molino, y el acueducto que conduce el agua hasta el cup del Molino del Sól de la Costa, dos de las construcciones de mayor envergadura de este conjunto. Esta forma de construcción es la  dominante en la montaña mediterránea  ya que en ella los caudales  son escasos y a menudo temporales, al tiempo que se cuenta con desniveles de orografía importantes.
El agua que se utilizaba para abastecer el conjunto del Barranco de los Molinos, procede de un barranco de desagüe del extenso altiplano de Ares-La Llàcua,el cual, pese a que  permanece seco la mayor parte del año, dispone de algunos nacimientos de agua en su cabecera, como: el manantial o Ullal, conocido como el fregadero de la Roca, situado en la ladera ( a unos 1045msnm) y unos 30 m por encima del Molino de la Roca; la fuente del Molino ( a unos 980msnm), situada junto al barranco y la fuente “dels Regatxols” (a 1210m) desde donde se  canalizaba el agua, la cual salvaba un fuerte desnivel. Desde estos puntos el agua era dirigida hacia las balsas, donde se  almacenaba hasta llegar a tener la suficiente cantidad para conseguir mover los molinos.
La técnica era sencilla, la balsa se comunicaba con los mecanismos del molino a través del cup, por donde el agua se vertía bien en caída vertical, o sobre un plano inclinado, dependiendo de las forma de los cups. Cuando estos estaban llenos, se abría la tapa de la acequia –parte final del cup– y el agua salía a través del pequeño orificio de la acequia con la suficiente velocidad para hacer girar la rueda, que solía ser de madera y transmitía su giro a través de un eje vertical a la muela volandera, que en su movimiento giratorio sobre otra muela fija, convierte por rozamiento el grano en harina.
El material empleado para construcción de cups y rampas fue el sillar, con lo que se pretendía evitar pérdidas de agua por filtraciones al impermeabilizar los conductos, además de conseguir una mayor durabilidad.